# Xyletinus californicus
Xyletinus californicus är en skalbaggsart som beskrevs av White 1977. Xyletinus californicus ingår i släktet Xyletinus och familjen trägnagare. Inga underarter finns listade i Catalogue of Life.